# Élections sénatoriales de 2020 dans l'Hérault
Les élections sénatoriales de 2020 dans l'Hérault ont lieu le dimanche 27 septembre 2020. Elles ont pour but d'élire les quatre sénateurs représentant le département au Sénat pour un mandat de six années.

## Contexte départemental
Les élections municipales voient la reconquête par le Parti socialiste de Montpellier grâce à Michaël Delafosse au détriment du DVG sortant Philippe Saurel.

## Sénateurs sortants
| Sénateur | Sénateur                | Parti | Fonctions lors de l'élection en 2014                |
| -------- | ----------------------- | ----- | --------------------------------------------------- |
|          | Marie-Thérèse Bruguière | LR    | Sénatrice sortante, maire de Saint-Aunès            |
|          | Jean-Pierre Grand       | DVD   | Maire de Castelnau-le-Lez                           |
|          | Agnès Constant          | LREM  | Maire de Saint-Pargoire                             |
|          | Henri Cabanel           | DVG   | Conseiller général, conseiller municipal de Servian |

## Présentation des candidats
Les nouveaux représentants sont élus pour une législature de 6 ans au suffrage universel indirect par les grands électeurs du département. Dans l'Hérault, les quatre sénateurs sont élus au scrutin proportionnel plurinominal. Leur nombre reste inchangé, quatre sénateurs sont à élire et six candidats doivent être présentés sur la liste pour qu'elle soit validée. Chaque liste de candidats est obligatoirement paritaire et alterne entre les hommes et les femmes. Plusieurs listes seront déposées dans le département. 

### Parti communiste français
| N° | Candidats | Candidats         | Parti | Principales fonctions              |
| -- | --------- | ----------------- | ----- | ---------------------------------- |
| 01 |           | Éric Bringuier    | PCF   | Adjoint au maire de Frontignan     |
| 02 |           | Claudine Robert   | PCF   |                                    |
| 03 |           | Michel Genibrel   | PCF   | Maire de Marsillargues (1995-2001) |
| 04 |           | Dominique Carré   | PCF   |                                    |
|    |           |                   |       |                                    |
| 05 |           | Jean-Pierre Perez | PCF   | Maire de Vendres                   |
| 06 |           | Sandrine Minerva  | PCF   |                                    |

### Parti socialiste
| N° | Candidats | Candidats          | Parti | Principales fonctions                                 |
| -- | --------- | ------------------ | ----- | ----------------------------------------------------- |
| 01 |           | Hussein Bourgi     | PS    | Conseiller régional                                   |
| 02 |           | Valérie Rouveirol  | PS    | Maire de Romiguières                                  |
| 03 |           | Aurélien Manenc    | PS    | Maire de Lunas                                        |
| 04 |           | Françoise Matheron | PS    | Maire de Saint-Bauzille-de-Montmel                    |
|    |           |                    |       |                                                       |
| 05 |           | David Cablat       | PS    | Maire de Vendémian                                    |
| 06 |           | Marie-Pierre Pons  | PS    | Conseillère départementale, maire de Cessenon-sur-Orb |

### Divers gauche I
| N° | Candidats | Candidats       | Parti | Principales fonctions                    |
| -- | --------- | --------------- | ----- | ---------------------------------------- |
| 01 |           | Henri Cabanel   | DVG   | Sénateur sortant                         |
| 02 |           | Véronique Fabry | DVG   | Adjointe au maire de Saint-Jean-de-Védas |
| 03 |           | Éric Gasiglia   | DVG   | Conseiller municipal de Vérargues        |
| 04 |           | Laurie Gomez    | DVG   | Conseillère municipale de Oupia          |
|    |           |                 |       |                                          |
| 05 |           | Stéphane Simon  | DVG   | Conseiller municipal de Puéchabon        |
| 06 |           | Myriam Sabatier | DVG   | Conseillère municipale de Rouet          |

### Divers gauche II
| N° | Candidats | Candidats           | Parti | Principales fonctions                   |
| -- | --------- | ------------------- | ----- | --------------------------------------- |
| 01 |           | Christian Bilhac    | PRG   |                                         |
| 02 |           | Florence Brutus     | PRG   | Conseillère régionale                   |
| 03 |           | Alain Caralp        | PS    | Maire de Colombiers                     |
| 04 |           | Marie-Line Géronimo | DVG   | Maire de Combes                         |
|    |           |                     |       |                                         |
| 05 |           | Michel Fratissier   | PRG   | Maire de Ganges                         |
| 06 |           | Eliette Charpentier | PS    | Conseillère municipale de Sauteyrargues |

### Europe Écologie Les Verts
| N° | Candidats | Candidats        | Parti | Principales fonctions                |
| -- | --------- | ---------------- | ----- | ------------------------------------ |
| 01 |           | Zina Bourguet    | EÉLV  | Conseillère régionale                |
| 02 |           | Thierry Antoine  | EÉLV  | Conseiller municipal de Béziers      |
| 03 |           | Nathalie Glaude  | EÉLV  | Conseillère municipale de Frontignan |
| 04 |           | Laurent Dupont   | EÉLV  | Conseiller municipal de Paulhan      |
|    |           |                  |       |                                      |
| 05 |           | Michèle Comps    | EÉLV  | Conseillère municipale de Vieussan   |
| 06 |           | Mourad Derouiche | EÉLV  | Conseiller municipal de Grabels      |

### Divers écologistes
| N° | Candidats | Candidats                | Parti | Principales fonctions |
| -- | --------- | ------------------------ | ----- | --------------------- |
| 01 |           | Patrick-Ladislav Maurice | ECO   |                       |
| 02 |           | Coralie Rey              | ECO   |                       |
| 03 |           | Gabriel Fabre            | ECO   |                       |
| 04 |           | Émilie Gros              | ECO   |                       |
|    |           |                          |       |                       |
| 05 |           | Franck Lecuyer           | ECO   |                       |
| 06 |           | Sara Mokhtari-Poosti     | ECO   |                       |

### Majorité présidentielle
| N° | Candidats | Candidats                  | Parti | Principales fonctions                                        |
| -- | --------- | -------------------------- | ----- | ------------------------------------------------------------ |
| 01 |           | Agnès Constant             | LREM  | Sénatrice sortante, conseillère municipale de Saint-Pargoire |
| 02 |           | Alain Bertes               | DVD   | Adjoint au maire de Gigean                                   |
| 03 |           | Valérie Pelissier-Bouyssou | DVG   | Adjointe au maire de Montarnaud                              |
| 04 |           | Paolo Di Natale            | DVD   | Conseiller municipal de Saint-Drézéry                        |
|    |           |                            |       |                                                              |
| 05 |           | Alliance Zehaf             | DVG   | Conseillère municipale de Le Bousquet-d'Orb                  |
| 06 |           | Henri-Charles Giffone      | MoDem |                                                              |

### Mouvement radical
| N° | Candidats | Candidats         | Parti | Principales fonctions                    |
| -- | --------- | ----------------- | ----- | ---------------------------------------- |
| 01 |           | Jacques Dandine   | MR    | Ancien adjoint au maire de Castries      |
| 02 |           | Véronique Greard  | MR    |                                          |
| 03 |           | Jacques Burguière | MR    | Conseiller municipal de Castelnau-le-Lez |
| 04 |           | Armelle Olombel   | MR    |                                          |
|    |           |                   |       |                                          |
| 05 |           | Michel Henry      | MR    |                                          |
| 06 |           | Sonia Djouama     | MR    |                                          |

### Divers centre
| N° | Candidats | Candidats           | Parti | Principales fonctions |
| -- | --------- | ------------------- | ----- | --------------------- |
| 01 |           | Ilhem Goulli        | DVC   |                       |
| 02 |           | Pierre-Alain Drules | DVC   |                       |
| 03 |           | Marie-Hélène Robert | DVC   |                       |
| 04 |           | Yassine Kerssane    | DVC   |                       |
|    |           |                     |       |                       |
| 05 |           | Nadia Benhamza      | DVC   |                       |
| 06 |           | Richard Privat      | DVC   |                       |

### Divers droite I
| N° | Candidats | Candidats                   | Parti | Principales fonctions |
| -- | --------- | --------------------------- | ----- | --------------------- |
| 01 |           | Marie-Agnès Sibertin-Blanc  | DVD   | Maire de Popian       |
| 02 |           | Félix Allary                | DVD   |                       |
| 03 |           | Catherine Cecchi            | DVD   |                       |
| 04 |           | Raymond Harel               | DVD   |                       |
|    |           |                             |       |                       |
| 05 |           | Jacqueline Carabelli-Séjean | DVD   |                       |
| 06 |           | Jean-Pierre Monteil         | DVD   |                       |

### Divers droite II
| N° | Candidats | Candidats          | Parti | Principales fonctions |
| -- | --------- | ------------------ | ----- | --------------------- |
| 01 |           | Florence Medina    | DVD   |                       |
| 02 |           | Mustapha Abdelli   | DVD   |                       |
| 03 |           | Véronique Martinez | DVD   |                       |
| 04 |           | Pascal Laborie     | DVD   |                       |
|    |           |                    |       |                       |
| 05 |           | Christine Picou    | DVD   |                       |
| 06 |           | Mickaël Poilpré    | DVD   |                       |

### Divers droite III
| N° | Candidats | Candidats               | Parti | Principales fonctions            |
| -- | --------- | ----------------------- | ----- | -------------------------------- |
| 01 |           | Joseph Francis          | UDI   | Conseiller régional              |
| 02 |           | Marie-Josée Augé-Caumon | DVD   | Conseillère municipale d'Agde    |
| 03 |           | Fabrice Pecqueur        | LMR   | Adjoint au maire de Valergues    |
| 04 |           | Laurence Maheo          | DVD   | Adjointe au maire d'Espondeilhan |
|    |           |                         |       |                                  |
| 05 |           | Jean-Pierre Rico        | UDI   | Maire de Pérols                  |
| 06 |           | Joana Sinègre           | DVD   | Conseillère municipale de Lodève |

### Les Républicains
| N° | Candidats | Candidats           | Parti | Principales fonctions                                         |
| -- | --------- | ------------------- | ----- | ------------------------------------------------------------- |
| 01 |           | Jean-Pierre Grand   | DVD   | Sénateur sortant                                              |
| 02 |           | Géraldine D'Ettore  | LR    | Conseillère régionale                                         |
| 03 |           | François Commeinhes | LR    | Maire de Sète                                                 |
| 04 |           | Yvelise Descamps    | DVD   | Maire de Dio-et-Valquières                                    |
|    |           |                     |       |                                                               |
| 05 |           | Pierrick Ciribino   | DVD   | Maire de Laroque                                              |
| 06 |           | Laurence Cristol    | LR    | Conseillère départementale, maire de Saint-Clément-de-Rivière |

### Rassemblement national
| N° | Candidats | Candidats         | Parti | Principales fonctions                                   |
| -- | --------- | ----------------- | ----- | ------------------------------------------------------- |
| 01 |           | Franck Manogil    | RN    | Conseiller départemental                                |
| 02 |           | Julia Plane       | RN    | Conseillère régionale, conseillère municipale de Lunel  |
| 03 |           | Gérard Prato      | RN    | Conseiller régional, conseiller municipal de Frontignan |
| 04 |           | Lauriane Troise   | RN    | Conseillère régionale                                   |
|    |           |                   |       |                                                         |
| 05 |           | Jean-Louis Cousin | RN    | Conseiller municipal d'Agde                             |
| 06 |           | Kadija Boulangeat | RN    | Conseillère municipale de Juvignac                      |

## Résultats
| Tête de liste                                                                             | Tête de liste              | Liste                     | Voix  | %     | Sièges |  |
| ----------------------------------------------------------------------------------------- | -------------------------- | ------------------------- | ----- | ----- | ------ |  |
|                                                                                           | Hussein Bourgi             | Parti socialiste          | 561   | 22,65 | 1      |  |
| Tous unis pour l'Hérault !                                                                |                            |                           | 561   | 22,65 | 1      |  |
|                                                                                           | Jean-Pierre Grand          | Les Républicains          | 420   | 16,96 | 1      |  |
| Liste d'union républicaine                                                                |                            |                           | 420   | 16,96 | 1      |  |
|                                                                                           | Christian Bilhac           | Divers gauche (PRG - PS)  | 356   | 14,37 | 1      |  |
| Pour défendre la commune, socle de la République                                          |                            |                           | 356   | 14,37 | 1      |  |
| Henri Cabanel                                                                             | Divers gauche              | 315                       | 12,72 | 1     |        |  |
| Pour l'Hérault, une parole, des actes                                                     |                            | 315                       | 12,72 | 1     |        |  |
|                                                                                           | Joseph Francis             | Divers droite (UDI - LMR) | 234   | 9,45  | 0      |  |
| Les territoires de l'Hérault                                                              |                            |                           | 234   | 9,45  | 0      |  |
|                                                                                           | Zina Bourguet              | Europe Écologie Les Verts | 149   | 6,02  | 0      |  |
| Écologie et territoires d'Hérault                                                         |                            |                           | 149   | 6,02  | 0      |  |
|                                                                                           | Agnès Constant             | Divers (LREM - MoDem)     | 136   | 5,49  | 0      |  |
| Ensemble pour l'Hérault, la voix du bon sens                                              |                            |                           | 136   | 5,49  | 0      |  |
|                                                                                           | Franck Manogil             | Rassemblement national    | 118   | 4,76  | 0      |  |
| Liste localiste présentée par le Rassemblement national pour le rééquilibrage territorial |                            |                           | 118   | 4,76  | 0      |  |
|                                                                                           | Éric Bringuier             | Parti communiste français | 84    | 3,39  | 0      |  |
| Liste présentée par le Parti communiste français                                          |                            |                           | 84    | 3,39  | 0      |  |
|                                                                                           | Marie-Agnès Sibertin-Blanc | Divers droite             | 44    | 1,78  | 0      |  |
| L'Hérault demain                                                                          |                            |                           | 44    | 1,78  | 0      |  |
| Florence Medina                                                                           | Divers droite              | 18                        | 0,73  | 0     |        |  |
| Répondre à vos attentes                                                                   |                            | 18                        | 0,73  | 0     |        |  |
|                                                                                           | Ilhem Goulli               | Divers centre             | 17    | 0,69  | 0      |  |
| Hérault en mouvement ! Écologie et patrimoine                                             |                            |                           | 17    | 0,69  | 0      |  |
|                                                                                           | Patrick-Ladislav Maurice   | Divers gauche             | 13    | 0,52  | 0      |  |
| L'Hérault pour inventer une écologie qui nous réunit                                      |                            |                           | 13    | 0,52  | 0      |  |
|                                                                                           | Jacques Dandine            | Divers centre (MR)        | 12    | 0,48  | 0      |  |
| Modernisation - réorganisation - solidarisme - labellisation pour l'Hérault               |                            |                           | 12    | 0,48  | 0      |  |
|                                                                                           |                            |                           |       |       |        |  |
| Votes valides                                                                             | Votes valides              | Votes valides             | 2 477 | 96,91 |        |  |
| Votes blancs                                                                              | Votes blancs               | Votes blancs              | 39    | 1,53  |        |  |
| Votes nuls                                                                                | Votes nuls                 | Votes nuls                | 21    | 0,82  |        |  |
| Total                                                                                     | Total                      | Total                     | 2 537 | 100   | 4      |  |
| Abstention                                                                                | Abstention                 | Abstention                | 19    | 0,74  |        |  |
| Inscrits / participation                                                                  | Inscrits / participation   | Inscrits / participation  | 2 556 | 99,26 |        |  |